# 城巴97線
城巴97線是香港一條來往利東邨和中環（交易廣場）的路線，是利東邨居民來往灣仔、金鐘及中環的主要的路線。

## 歷史
- 1987年4月13日，97投入服務。本線原訂於1987年2月9日投入服務，但因利東邨延遲入伙而延遲開辦。
- 1991/2年(確實日期待查)，增設空調巴士服務。
- 1993年9月1日，改由城巴接辦，並改為全空調服務。
- 2001年11月4日，本線往中環方向繞經黃竹坑道天橋，節省行車時間。
- 2018年3月26日：增設實時抵站時間查詢服務。
- 2021年8月2日：星期一至六09:00或之前往利東之班次改經告士打道及堅拿道天橋，不經金鐘站及灣仔一帶。[1]
- 2024年10月13日：縮減服務時間，祇於逢星期一至五（公眾假期除外）上午繁忙時間提供服務。同日起，路線90於本路線服務時段以外繞經利東邨[2]。

## 服務時間及班次
| 利東邨開   | 利東邨開    | 利東邨開     | 中環（交易廣場）開 | 中環（交易廣場）開 | 中環（交易廣場）開 |
| 日期       | 服務時間    | 班次（分鐘） | 日期               | 服務時間           | 班次（分鐘）       |
| ---------- | ----------- | ------------ | ------------------ | ------------------ | ------------------ |
| 星期一至五 | 05:30       | 05:30        | 星期一至五         | 06:20              | 06:20              |
| 星期一至五 | 05:45-07:05 | 20           | 星期一至五         | 06:50-08:55        | 25                 |
| 星期一至五 | 07:05-07:50 | 15           | 星期一至五         | 09:20、09:45       | 09:20、09:45       |
| 星期一至五 | 07:50-08:30 | 20           |                    |                    |                    |
| 星期一至五 | 08:30-09:45 | 25           |                    |                    |                    |

- 啡字班次改經告士打道

星期六、日及公眾假期不設服務

## 收費
全程：$6.1
- 過香港仔隧道後往中環（交易廣場）：$4.4
- 過香港仔隧道後往利東邨：$3.9

| - 本線設有12歲以下小童及65歲或以上長者半價優惠。 - 65歲或以上香港居民使用「樂悠咭」，以及12歲以下合資格殘疾兒童使用「殘疾人士身份」個人八達通繳付車資，均可享有每程$2.0或半價（以較低者為準）的票價優惠；12至64歲合資格殘疾人士使用「殘疾人士身份」個人八達通（包括「樂悠咭」），以及60至64歲香港居民使用「樂悠咭」繳付車資，均可享有每程$2.0或全費（以較低者為準）的票價優惠。 - 65歲或以上長者如使用長者或一般個人八達通繳付車資，則只可享有半價優惠；12至64歲合資格殘疾人士如不使用「殘疾人士身份」個人八達通，以及60至64歲人士如不使用「樂悠咭」繳付車資，必須繳付全費。 - 乘客可以現金或八達通於上車時付款，不設找續。 - 每位成人乘客可免費攜帶最多兩名4歲以下而不佔座位的兒童乘客乘車，超額之4歲以下小童必須繳付小童車費乘車。 - 九龍巴士、城巴及龍運巴士全職員工及家屬（不包括外判職員）可免費乘搭本路線，惟必須拍職員或職員家屬八達通。 - 乘客亦可使用AlipayHK「易乘碼」、支付寶、WeChatHK／微信支付「搭車碼」、銀聯雲閃付「乘車碼」及BOC Pay「乘車碼」、具有感應式支付功能的VISA、Mastercard及銀聯卡，以及Apple Pay、Google Pay及Samsung Pay流動支付平台繳付車資。使用此支付方式的乘客可享有中途下車之分段收費，以及與其他城巴獨營路線或聯營線城巴班次之轉乘優惠，惟不適用於與非城巴路線之轉乘優惠。乘客亦不能享有「公共交通費用補貼計劃」及「長者及合資格殘疾人士公共交通票價優惠計劃」。 |

### 八達通轉乘優惠
乘客登上本線後指定時間內以同一張八達通卡轉乘以下路線，或從以下路線登車後指定時間內以同一張八達通卡轉乘本線，次程可獲車資折扣優惠：
97←→48、78
- 97往中環 → 48往深灣或78往黃竹坑，次程車資全免，轉乘時限為60分鐘
- 48往華富或78往華貴邨 → 97往利東邨，次程車資全免，轉乘時限為60分鐘
- 97往利東邨 → 78往華貴邨，次程可獲$2.9折扣優惠，轉乘時限為90分鐘
- 78往黃竹坑 → 97往中環，次程可獲$2.9折扣優惠，轉乘時限為60分鐘

97←→73，次程可獲$2折扣優惠，轉乘時限為90分鐘
- 97往中環 → 73往赤柱
- 73往數碼港 → 97往利東邨

97←→A11
- 97往中環 → A11往機場，回贈首程車資，轉乘時限為90分鐘
- A11往北角碼頭 → 97利東邨，次程車資全免，轉乘時限為120分鐘

## 使用車輛
現時行走97線的巴士多為富豪B9TL（95XX）及亞歷山大丹尼士Enviro 500 (MMC)（81XX-84XX、91XX）。

## 行車路線
利東邨開經：利東邨道、鴨脷洲徑、鴨脷洲橋道、鴨脷洲大橋、黃竹坑道、黃竹坑道天橋、黃竹坑道、香港仔隧道、黃泥涌道、摩理臣山道、天樂里、軒尼詩道、金鐘道、皇后大道中、畢打街、康樂廣場及港景街。
中環（交易廣場）開經：干諾道中、夏愨道、紅棉路支路、金鐘道、添馬街、德立街、金鐘（東）巴士總站、樂禮街、金鐘道、軒尼詩道、分域街、莊士敦道、灣仔道、摩理臣山道、黃泥涌道、香港仔隧道、黃竹坑道、鴨脷洲大橋、鴨脷洲橋道、鴨脷洲徑及利東邨道。
星期一至五09:00或之前開出的班次改經告士打道、堅拿道天橋，不經斜體字內之路段。

### 沿線車站
| 利東邨開 | 利東邨開             | 利東邨開                 | 中環（交易廣場）開 | 中環（交易廣場）開   | 中環（交易廣場）開       |
| 序號     | 車站名稱             | 位置                     | 序號               | 車站名稱             | 位置                     |
| -------- | -------------------- | ------------------------ | ------------------ | -------------------- | ------------------------ |
| 1        | 利東邨               | 利東邨巴士總站           | 1                  | 中環（交易廣場）     | 中環（交易廣場）巴士總站 |
| 2        | 利東街市             | 利東邨道                 | 2                  | 大會堂               | 干諾道中                 |
| 3        | 漁安苑               | 利東邨道                 | 3@                 | 金鐘站               | 金鐘（東）巴士總站       |
| 4        | 香港仔工業學校       | 黃竹坑道                 | 4@                 | 軍器廠街             | 軒尼詩道                 |
| 5        | 香港仔隧道巴士轉乘站 | 黃竹坑道                 | 5@                 | 修頓球場             | 莊士敦道                 |
| 6        | 立德里               | 摩理臣山道               | 6@                 | 巴路士街             | 灣仔道                   |
| 7        | 北海中心             | 軒尼詩道                 | 7@                 | 天樂里               | 灣仔道                   |
| 8        | 軒尼詩道官立小學     | 軒尼詩道                 | 8@                 | 跑馬地馬場           | 摩理臣山道               |
| 9        | 修頓球場             | 軒尼詩道                 | ^                  | 政府總部             | 夏慤道                   |
| 10       | 晏頓街               | 軒尼詩道                 | ^                  | 入境事務大樓         | 告士打道                 |
| 11       | 太古廣場             | 金鐘道                   | 9                  | 香港仔隧道巴士轉乘站 | 黃竹坑道                 |
| 12       | 中銀大廈             | 金鐘道                   | 10                 | 香港仔運動場         | 黃竹坑道                 |
| 13       | 畢打街               | 畢打街                   | 11                 | 業興街               | 黃竹坑道                 |
| 14       | 中環（交易廣場）     | 中環（交易廣場）巴士總站 | 12                 | 勝利工廠大廈         | 黃竹坑道                 |
|          |                      |                          | 13                 | 香港真光書院         | 利東邨道                 |
| 14       | 利東邨               | 利東邨巴士總站           |                    |                      |                          |

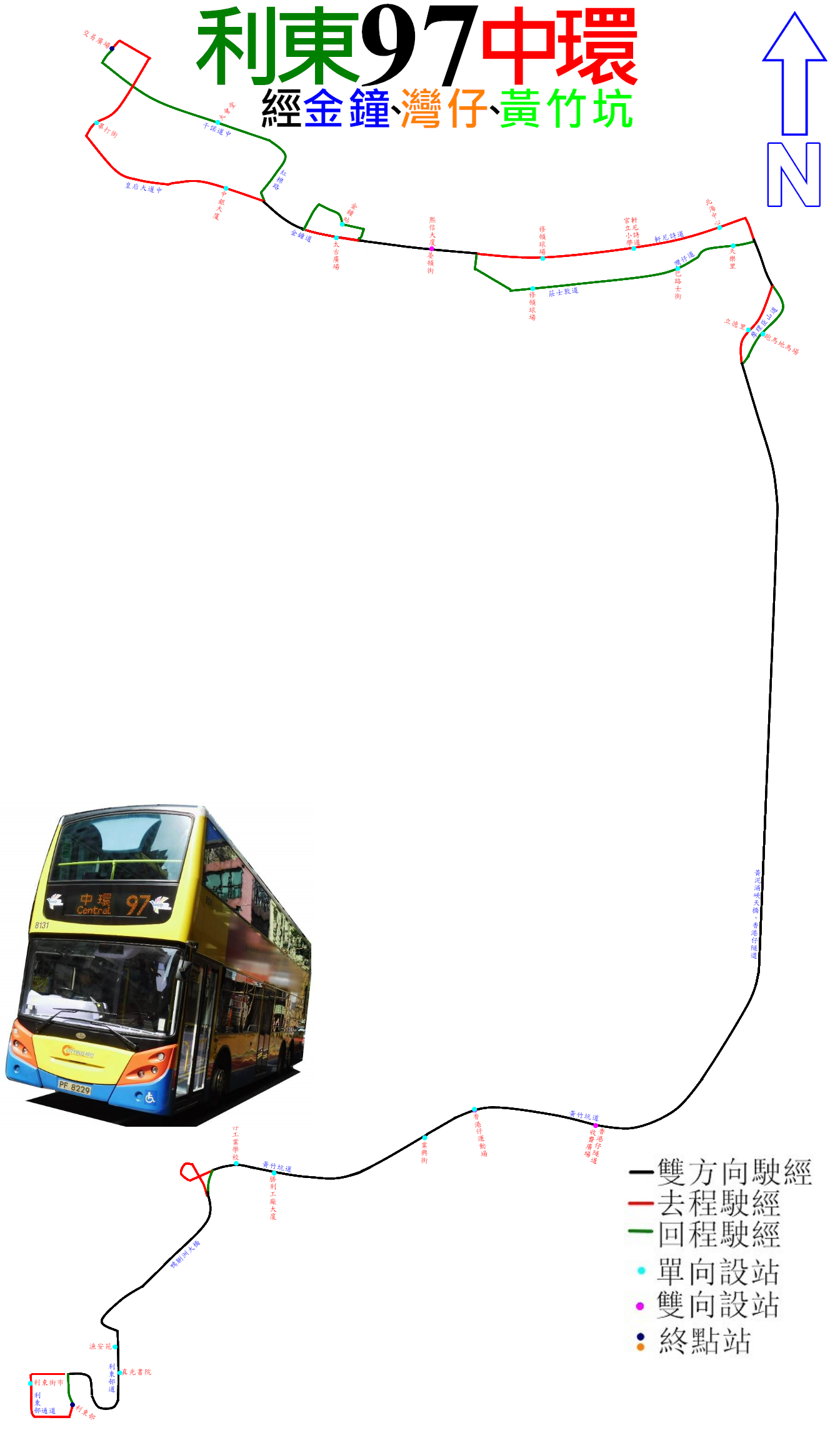
本線的走線圖

有 ^ 號之車站祇限星期一至六09:00或之前由中環開出的班次停靠，並不停有@之車站。

## 客量
本線開辦至今都是利東邨的主要路線。在1990年代中之前，因為利東邨巴士對外線不多，該區居民如前往港島及九龍其他地方，需要乘搭本線前往金鐘站或中環站轉乘地鐵（今港鐵）前往，因此當時的客量維持在極高水平。1994年，九巴及城巴開辦171線來往海怡半島及九龍（而且本線在利東的沿線已被171覆蓋），利東居民可直接乘搭巴士到九龍，因此本線的客量開始流失。隨著利東邨開辦了多條巴士線來往市區（東九龍有671、北角以東又有99、機場有A10），本線客量的流失情況加劇。現時，本線變成服務利東居民來往灣仔及中環的其中一條路線。
雖然多條來往利東至市區的巴士線先後開辦，本線流失了轉乘港鐵的乘客，但由於能到達灣仔及中環主要的心臟地帶，班次亦算頻密，自開辦至南港島綫通車前，客量都未受影響。早上繁忙時間班次達3分鐘一班，仍然有一定的客量支持。自南港島綫通車後，乘搭鐵路往返利東至金鐘及中環車程僅10至16分鐘，較本線便捷，但金鐘站作為多條鐵路線轉乘站，加上港島綫爆滿情況相當嚴重，令轉乘相當困難，因此現時非繁忙時間主要由灣仔內街的客源支撐；惟繁忙時間仍有不少往返灣仔的乘客選乘，早上繁忙時間可以在漁安苑經已頂閘。
2021年：最繁忙一小時內的載客率為57%。

## 外部連結
- 城巴97線 （页面存档备份，存于）